# The Rum Diary (película)
The Rum Diary (Los diarios del ron en España y Diario de un seductor en Hispanoamérica) es una película estadounidense basada en la novela homónima de Hunter S. Thompson que se estrenó en 2012, escrita y dirigida por Bruce Robinson y producida por Christi Dembrowski y Johnny Depp. En el elenco están Giovanni Ribisi, Aaron Eckhart y Amber Heard.

## Trama
Paul Kemp (Johnny Depp) es un periodista independiente en estado de negación y perdición personal. Se encuentra en un punto crítico de su vida mientras escribe para un periódico de poco tiraje en el Caribe. De ahí conoce a Chenault (Amber Heard), de la cual se enamora. Sin embargo, ella tiene como novio a un mafioso, a quien Paul deberá enfrentar, no solo por ella, sino por su reputación como periodista.